# Велико Млачево
Велико Млачево (словен. Veliko Mlačevo) је насељено место у општини Гросупље, Средњесловенска регија, Словенија.

## Историја
До територијалне реорганизације у Словенији било је у саставу старе општине Гросупље.

## Становништво
У попису становништва из 2011. године, Велико Млачево је имало 538 становника.
| Број становника према пописима | Број становника према пописима | Број становника према пописима |
| ------------------------------ | ------------------------------ | ------------------------------ |
| 1991                           | 2002                           | 2011                           |
| 384                            | 438                            | 538                            |

Напомена: Године 1953. повећано за насеље Боштањска вас, које је укинуто. Године 1983. смањен за део насеља који је спојен са издвојеним деловима насеља Заградец при Гросупљем и Жална у ново самостално насеље Лобчек.